# Lupeni
Lupeni (deutsch Schylwolfsbach, ungarisch Lupény) ist eine Stadt im Kreis Hunedoara in der Region Siebenbürgen in Rumänien. 

## Lage
Lupeni liegt am Fluss Jiul de Vest (Westlicher Schil) in der Bergbauregion Schiltal zwischen den Gebirgen Retezat im Norden und Vâlcan im Süden.

## Geschichte
Eine Besiedlung der Region ist seit der Steinzeit nachgewiesen. Während der Herrschaft des Römischen Reiches wurde sporadisch Gold abgebaut. Im Mittelalter lebten in der abgeschiedenen Gegend lediglich einige wenige Schafhirten.
Lupeni wurde im Jahr 1770 erstmals urkundlich erwähnt; vermutlich führten gute Weidegründe zum Zuzug von Bewohnern aus dem Tal des Flusses Strei.
Nach 1840 begann durch den Bergbau eine massive Veränderung der Bevölkerungs- und Wirtschaftsstruktur; Bergleute aus vielen Nationen wanderten ein. Ab 1881 wurden Steinkohlevorkommen industriell ausgebeutet; es entstanden große Arbeitersiedlungen.
Im August 1929 kam es im Zuge der sich anbahnenden Weltwirtschaftskrise zu Streiks von Bergarbeitern, die von der Regierung blutig niedergeschlagen wurden (22 Tote, 58 Verletzte).
1941 wurde Lupeni offiziell zur Stadt erklärt. Nach dem Zweiten Weltkrieg waren die Gruben in der Umgebung der Stadt die wichtigsten Steinkohlelieferanten Rumäniens.
Die einseitige wirtschaftliche Ausrichtung auf den Bergbau führte nach der Revolution von 1989 zu hoher Arbeitslosigkeit, als ein Teil der Gruben geschlossen wurde. Seitdem spielen Handel, Forstwirtschaft und Tourismus eine zunehmende Rolle.

## Bevölkerung
Die Bevölkerungszahlen spiegeln die wirtschaftliche Entwicklung der Stadt wider: 1850 waren in Lupeni, das damals noch zum Königreich Ungarn gehörte, 743 Einwohner registriert, davon 735 Rumänen und 8 Zigeuner. Im Jahr 1920 war die Einwohnerzahl auf etwa 14.500 gestiegen, wovon sich 6100 als Rumänen, 5000 als Ungarn und 1300 als Deutsche bezeichneten. Bis 1992 war ein weiterer Bevölkerungszuwachs zu verzeichnen (33.000). Seitdem sinkt die Einwohnerzahl langsam. Bei der Volkszählung 2002 lebten in Lupeni 30.642 Personen, davon 26.746 Rumänen, 2974 Ungarn, 650 Roma und 148 Deutsche.

## Persönlichkeiten
- Mihai Suder (1914–1984), Politiker

## Verkehr
In Lupeni endet die zu Beginn des 20. Jahrhunderts errichtete Bahnstrecke von Petroșani. Dorthin verkehren täglich mehrere Personenzüge. Außerdem verläuft durch den Ort die Nationalstraße 66A von Petroșani nach Câmpu lui Neag.

## Sehenswürdigkeiten und Tourismus
Von Lupeni führt südwärts eine Straße in das Erholungs- und Wintersportzentrum Straja.